# LUC
LUC — криптосистема с открытым ключом, разработанная исследователем из Новой Зеландии — Питером Смитом. Так же как RSA, эта система поддерживает шифрование и цифровую подпись. Отличительной чертой системы является использование последовательностей Люка(Lucas) вместо возведения в степень.

## Описание алгоритма

### Введение
Как уже упоминалось ранее, в системе LUC используются последовательности Люка. Они задаются следующими рекурентными соотношениями:
{\displaystyle U_{n+2}(P,Q)=P\cdot U_{n+1}(P,Q)-Q\cdot U_{n}(P,Q),\,n\geq 0\quad (1.1)}
{\displaystyle \quad }
{\displaystyle V_{n+2}(P,Q)=P\cdot V_{n+1}(P,Q)-Q\cdot V_{n}(P,Q),\,n\geq 0\quad (1.2)}
{\displaystyle \quad }
{\displaystyle U_{0}(P,Q)=0,\quad U_{1}(P,Q)=1}
{\displaystyle \quad }
{\displaystyle V_{0}(P,Q)=2,\quad V_{1}(P,Q)=P}
{\displaystyle \quad }
Где P,Q — целые неотрицательные числа.
В основном используется последовательность {\displaystyle V_{n}(P,Q)}. Поэтому далее будем рассматривать только её. Однако все сформулированные свойства будут справедливы и для {\displaystyle U_{n}(P,Q)}.
| Пример последовательностей Люка для P = 3, Q = 1 | Пример последовательностей Люка для P = 3, Q = 1 | Пример последовательностей Люка для P = 3, Q = 1 |
| {\displaystyle n}                                | {\displaystyle V_{n}(3,1)}                       | {\displaystyle U_{n}(3,1)}                       |
| ------------------------------------------------ | ------------------------------------------------ | ------------------------------------------------ |
| 0                                                | 2                                                | 0                                                |
| 1                                                | 3                                                | 1                                                |
| 2                                                | 7                                                | 3                                                |
| 3                                                | 18                                               | 8                                                |
| 4                                                | 47                                               | 21                                               |
| 5                                                | 123                                              | 55                                               |
| 6                                                | 322                                              | 144                                              |
| 7                                                | 843                                              | 377                                              |
| 8                                                | 2207                                             | 987                                              |
| 9                                                | 5778                                             | 2584                                             |
| 10                                               | 15127                                            | 6765                                             |
| 11                                               | 39603                                            | 17711                                            |
| 12                                               | 103682                                           | 46368                                            |
| 13                                               | 271443                                           | 121393                                           |
| 14                                               | 710647                                           | 317811                                           |
| 15                                               | 1860498                                          | 832040                                           |
| 16                                               | 4870847                                          | 2178309                                          |
| 17                                               | 12752043                                         | 5702887                                          |
| 18                                               | 33385282                                         | 14930352                                         |
| 19                                               | 87403803                                         | 39088169                                         |
| 20                                               | 228826127                                        | 102334155                                        |
| 21                                               | 599074578                                        | 267914296                                        |
| 22                                               | 1568397607                                       | 701408733                                        |
| 23                                               | 4106118243                                       | 1836311903                                       |
| 24                                               | 10749957122                                      | 4807526976                                       |

Из таблицы видно, что элементы последовательностей Люка растут очень быстро. Поэтому использовать их в виде (1.1) затруднительно. Эту проблему решает следующее свойство:
- {\displaystyle V_{n}(P\mod N,Q\mod N)=V_{n}(P,Q)\mod N\quad N>2\quad (1.3)}

Для доказательства воспользуемся методом математической индукции по n
- База индукции:

1) для n = 0 - выражение (1.3) верно, т.к. по определению (1.1):
{\displaystyle V_{0}(P\mod N,Q\mod N)=2}
{\displaystyle (V_{0}(P,Q))\mod N=2}
2) для n = 1 аналогично:
{\displaystyle V_{1}(P\mod N,Q\mod N)=P\mod N}
{\displaystyle (V_{1}(P,Q))\mod N=P\mod N}
- Предположение индукции.Пусть (1.3) верно для всех значений k≤n-1 :

{\displaystyle V_{k}(P\mod N,Q\mod N)=(V_{k}(P,Q))\mod N}
- Шаг индукции. Докажем, что (1.3) выполняется и для k = n:

1) по определению последовательности Люка:
{\displaystyle (V_{n}(P,Q))\mod N=(P\cdot V_{n-1}(P,Q)-Q\cdot V_{n-2}(P,Q))\mod N=(P\mod N)\cdot (V_{n-1}(P,Q))\mod N-}
{\displaystyle (Q\mod N)\cdot (V_{n-2}(P,Q))\mod N}
2) Воспользуемся предположением индукции: 
{\displaystyle (V_{n}(P,Q))\mod N=(P\mod N)\cdot (V_{n-1}(P\mod N,Q\mod N))-(Q\mod N)\cdot (V_{n-2}(P\mod N,Q\mod N))}
В 2) получили определение последовательности Люка. А следовательно (1.3) верно для k = n. Свойство доказано.
Так же используется ещё одно важное утверждение:
- {\displaystyle V_{n}(V_{k}(P,Q),Q^{k})=V_{nk}(P,Q)\quad (1.4)}

- Для доказательства воспользуемся следующими формулами для последовательностей Люка:

{\displaystyle X^{2}-P\cdot X+Q=0\quad (0)}
{\displaystyle V_{n}(P,Q)=\alpha ^{n}+\beta ^{n}\quad (1)}
{\displaystyle P=\alpha +\beta \quad (2)}
{\displaystyle Q=\alpha \cdot \beta \quad (3)}
- Теперь подставим в характеристическое уравнение {\displaystyle (0)} следующие выражения {\displaystyle P'=V_{k}(P,Q),Q'=Q^{k}} :

{\displaystyle X^{2}-V_{k}(P,Q)\cdot X+Q^{k}=0\quad (4)}
- Выведем формулы аналогичные формулам {\displaystyle (1)-(3)}, полученным для уравнения {\displaystyle (0)}:

{\displaystyle \alpha ^{'}+\beta ^{'}=V_{k}(P,Q)\quad (5)}
{\displaystyle \alpha ^{'}\cdot \beta ^{'}=Q^{k}\quad (6)}
- По определению последовательностей Люка:

{\displaystyle V_{n}(P,Q)=\alpha ^{n}+\beta ^{n}\quad } и следовательно:
{\displaystyle V_{n}(V_{k}(P,Q),Q^{k})=(\alpha ')^{n}+(\beta ')^{n}\quad (7)}
- Из (7) и (5) для {\displaystyle V_{k}(P,Q)} получим:

{\displaystyle V_{k}(P,Q)=\alpha ^{k}+\beta ^{k}=\alpha '+\beta '\quad (8)}
- Аналогично для {\displaystyle Q^{k}\quad } :

{\displaystyle Q^{k}=\alpha ^{k}\cdot \beta ^{k}=\alpha '\cdot \beta '\quad (9)}
- Из (8) и (9) получаем:

{\displaystyle \alpha ^{k}=\alpha ',\beta ^{k}=\beta '\quad (10)}
- Подставим (10) в (7):

{\displaystyle V_{n}(V_{k}(P,Q),Q^{k})=(\alpha ')^{n}+(\beta ')^{n}=(\alpha ^{k})^{n}+(\beta ^{k})^{n}=\alpha ^{kn}+\beta ^{kn}=V_{nk}(P,Q)}

### Использование последовательностей Люка в криптографии
Допустим, что существуют такие {\displaystyle e} и {\displaystyle d} , что
{\displaystyle V_{de}(X,1)=X\mod N}
Тогда из (1.3):
{\displaystyle V_{de}(X\mod N,1)=V_{de}(X,1)\mod N=X\mod N}
А из (1.4):
{\displaystyle V_{de}(X\mod N,1)=V_{d}(V_{e}(X\mod N,1),1)=X\mod N}
Сначала от символьного сообщения берётся хеш-функция, которая возвращает цифровое значение X. В качестве функции шифрования используется:
{\displaystyle Y=V_{e}(X\mod N,1)}
А для дешифрования:
{\displaystyle V_{d}(Y\mod N,1)=X\mod N}
В этом алгоритме шифрования открытым ключом будет являться пара {e,N}, а закрытым {d,N}.

### Генерация ключа
- Сначала выбираются два простых числа p и q.
- Вычисляется их произведение {\displaystyle \textstyle N=p\cdot q}
- Выбирается число e, взаимнопростое с числом (p-1)(q-1)(p+1)(q+1):

{\displaystyle gcd[(p-1)\cdot (q-1)\cdot (p+1)\cdot (q+1),e]=1}
- Вычисляется D:

{\displaystyle D=P^{2}-4},
где P — наше сообщение
- Вычисляются следующие символы Лежандра {\displaystyle \textstyle ({\frac {D}{p}})} и {\displaystyle \textstyle ({\frac {D}{q}})}
- Находится наименьшее общее кратное

{\displaystyle \textstyle S(N)=lcm[(p-({\frac {D}{p}})),(q-({\frac {D}{q}}))]}
- Вычисляется d

{\displaystyle d=e^{-1}\mod S(N)}
- открытый ключ:

{\displaystyle KU=(e,N)}
- закрытый ключ:

{\displaystyle KR=(d,N)}

### Шифрование и дешифрование сообщения
1) Шифрование сообщения P, при условии P < N :
{\displaystyle C=V_{e}(P,1)\mod N}
2) Дешифрование сообщения:
{\displaystyle P=V_{d}(C,1)\mod N}

### Пример
Рассмотрим криптосистему LUC на конкретном примере:
1) Выбираем два простых числа:
{\displaystyle p=1949,\quad q=2089}
2) Вычисляем N:
{\displaystyle N=p\cdot q=4071461}
3) Вычисляем открытый ключ e из уравнения {\displaystyle gcd[(p-1)\cdot (p+1)\cdot (q-1)\cdot (q+1),\quad e]=1} :
{\displaystyle gcd[1948\cdot 2088\cdot 1950\cdot 2090,\quad e]=1\quad =>\quad e=1103}
4) Шифровать будем следующее сообщение P = 11111, далее вычисляем символ Лежандра {\displaystyle \textstyle ({\frac {D}{p}})} :
- параметр {\displaystyle D}:

{\displaystyle D=P^{2}-4=123454317}
- Используя критерий Эйлера находим:

{\displaystyle \textstyle ({\frac {D}{p}})=-1}
{\displaystyle \textstyle ({\frac {D}{q}})=-1}
5) Теперь вычисляем функцию S(N):
{\displaystyle S(N)=lcm[(1949+1),(2089+1)]=407550}
6) Закрытый ключ:
{\displaystyle d=e^{-1}\mod 407550=24017}
7) Зашифрованное сообщение:
{\displaystyle C=V_{1103}(11111,1)\mod 4071461=3975392}
8)Дешифрованное сообщение:
{\displaystyle P=V_{24017}(3975392,1)\mod 4071461=11111}

### Некоторые сложности
При использовании криптосистемы LUC возникают некоторые вычислительные трудности.
- Во-первых, вычисление больших чисел Люка может оказаться довольно сложной задачей, так как они задаются рекуррентно, а следовательно придётся перебрать все предыдущие числа. Однако, эту проблему решают следующие свойства последовательностей Люка:

{\displaystyle V_{2n}(P,Q)=[V_{n}(P,Q)]^{2}-2\cdot Q^{n}}
{\displaystyle V_{n+m}(P,Q)=V_{n}(P,Q)\cdot V_{m}(P,Q)-Q^{n}\cdot V_{n-m}}
Используя эти свойства можно довольно быстро получить нужное число, раскладывая номер элемента последовательности по степеням двойки. Этот алгоритм аналогичен алгоритму быстрого возведения в степень, который используется в криптосистеме RSA.
- Во-вторых, приватный ключ d зависит от исходного сообщения P.

Для каждого e существует четыре возможных значений функции S(N):
{\displaystyle lcm[(p+1),(q+1)]}
{\displaystyle lcm[(p+1),(q-1)]}
{\displaystyle lcm[(p-1),(q+1)]}
{\displaystyle lcm[(p-1),(q-1)]}
И следовательно существует четыре возможных значений закрытого ключа d:
{\displaystyle d=e^{-1}\mod (lcm[(p+1),(q+1)])}
{\displaystyle d=e^{-1}\mod (lcm[(p+1),(q-1)])}
{\displaystyle d=e^{-1}\mod (lcm[(p-1),(q+1)])}
{\displaystyle d=e^{-1}\mod (lcm[(p-1),(q-1)])}
Получая сообщение С, зашифрованное открытым ключом e, первым делом считаем символы Лежандра:
{\displaystyle \textstyle ({\frac {C^{2}-4}{p}}),({\frac {C^{2}-4}{q}})}
По их значениям определяем какой из четырёх закрытых ключей d нужно использовать для дешифровки.

## Корректность схемы LUC
Для доказательства необходимо проверить следующее равенство:
{\displaystyle V_{d}[V_{e}(P,1),1]=P\quad }, где
{\displaystyle d=e^{-1}\mod S(N),\quad gcd[(p-1)\cdot (p+1)\cdot (q-1)\cdot (q+1),e]=1,\quad N=p\cdot q}
Сначала сформулируем две леммы.
- {\displaystyle \quad 2\cdot Q\cdot V_{n-m}(P,Q)=V_{n}(P,Q)\cdot V_{m}(P,Q)-D\cdot U_{n}(P,Q)\cdot U_{m}(P,Q)}

1) Из свойств последовательностей Люка имеем:
{\displaystyle U_{n}(P,Q)={\frac {\alpha ^{n}-\beta ^{n}}{\alpha -\beta }},\quad V_{n}(P,Q)=\alpha ^{n}+\beta ^{n},\quad P=\alpha +\beta ,\quad Q=\alpha \cdot \beta }
2) Подставим эти формулы в условие леммы:
{\displaystyle 2\cdot Q\cdot V_{n-m}(P,Q)=(\alpha ^{n}+\beta ^{n})\cdot (\alpha ^{m}+\beta ^{m})-(\alpha -\beta )^{2}\cdot {\frac {\alpha ^{n}-\beta ^{n}}{\alpha -\beta }}\cdot {\frac {\alpha ^{m}-\beta ^{m}}{\alpha -\beta }}}
{\displaystyle =(\alpha ^{n}+\beta ^{n})\cdot (\alpha ^{m}+\beta ^{m})-(\alpha ^{n}-\beta ^{n})\cdot (\alpha ^{m}-\beta ^{m})}
{\displaystyle =(\alpha ^{n+m}+\alpha ^{n}\cdot \beta ^{m}+\alpha ^{m}\cdot \beta ^{n}+\beta ^{n+m})-(\alpha ^{n+m}-\alpha ^{n}\cdot \beta ^{m}-\alpha ^{m}\cdot \beta ^{n}+\beta ^{n+m})}
{\displaystyle =2\cdot \alpha ^{n}\cdot \beta ^{m}+2\cdot \alpha ^{m}\cdot \beta ^{n}}
{\displaystyle =\alpha ^{m}\cdot \beta ^{m}\cdot (\alpha ^{n-m}+\beta ^{n-m})}
{\displaystyle =2\cdot Q^{m}\cdot V_{n-m}(P,Q)}
- Для простых {\displaystyle p,q\quad }, {\displaystyle N=p\cdot q\quad }, {\displaystyle \quad S(N)\quad } и любых целых {\displaystyle \quad k\quad } верно:

{\displaystyle U_{kS(N)}(P,1)=0\mod N}
{\displaystyle V_{kS(N)}(P,1)=2\mod N}
Оставим эту лемму без доказательства.
Используя эти две леммы, определение последовательностей Люка и (1.4) получаем:
из уравнения (1.4)
{\displaystyle V_{d}(V_{e}(P,1),1)=V_{de}(P,1)\quad }
по определению e и d:
{\displaystyle =V_{kS(N)+1}(P,1)\quad }
по определению (1.2), полагая что Q = 1:
{\displaystyle =P\cdot V_{kS(N)}(P,1)-V_{kS(N)-1}(P,1)\quad }
из леммы 1:
{\displaystyle =P\cdot V_{kS(N)}(P,1)-{\frac {1}{2}}[V_{kS(N)}(P,1)\cdot V_{1}(P,1)-D\cdot U_{kS(N)}(P,1)\cdot U_{1}(P,1)]}
так как {\displaystyle \quad V_{1}(P,1)=P,\quad U_{1}(P,1)=1}
{\displaystyle =P\cdot V_{kS(N)}(P,1)-{\frac {1}{2}}[P\cdot V_{kS(N)}(P,1)-D\cdot U_{kS(N)}(P,1)]\quad }
из Леммы 2:
{\displaystyle =2P-{\frac {1}{2}}[2P-0]=P\mod N}
То есть верно равенство:
{\displaystyle V_{d}(V_{e}(P,1),1)=P}

## Алгоритм LUCDIF
Алгоритм LUCDIF является комбинацией алгоритма LUC и протокола Диффи-Хеллмана. Основным назначением этого алгоритма является разделение двумя сторонами общего секретного ключа. Реализуется это следующим образом:
- Сначала Алиса выбирает простое число p, число g, такое что g < p и какое-то секретное число a.
- Затем Алиса вычисляет число:

{\displaystyle V_{a}(g,1)\mod p}
- После этого Алиса отправляет Бобу сообщение

{\displaystyle (V_{a}(g,1)\mod p,\quad p,\quad g)}
- Боб выбирает своё секретное число b. Используя его, он во-первых, получает общий секретный ключ:

{\displaystyle V_{b}(V_{a}(g,1))\mod p}
- И затем отправляет Алисе сообщение:

{\displaystyle V_{b}(g,1)\mod p}
- Алиса, в свою очередь, тоже вычисляет общий секретный ключ:

{\displaystyle V_{a}(V_{b}(g,1))\mod p}
Из свойств последовательностей Люка, следует, что выражения полученные в конечном итоге Алисой и Бобом будут равны. Следовательно, Алиса и Боб будут иметь общий секретный ключ.

## Алгоритм LUCELG
Алгоритм LUCELG строится на Схеме Эль-Гамаля и последовательностях Люка. Схема Эль-Гамаля используется для шифрования/расшифрования и генерации цифровой подписи. Рассмотрим работу этого алгоритма при шифровании сообщения.
 

1) Генерация пары открытого и закрытого ключа:
- Выбираем простое число P
- Затем выбираем λ такое, что для любых t>1 и делящих (p+1) верно:

{\displaystyle V_{\frac {p+1}{t}}(\lambda ,1)\neq 2{\bmod {p}}}
- Выбираем случайное число x, которое и будет секретным ключом.
- Вычисляем открытый ключ следующим образом:

{\displaystyle y=V_{x}(\lambda ,1){\bmod {p}}}
2) Шифрование сообщения:
- Сначала выбирается случайное число k, такое что  1 ≤ k ≤ p — 1.
- После этого, используя открытый ключ y, вычисляется параметр G:

{\displaystyle G=V_{k}(y,1){\bmod {p}}}
- Первая часть криптограммы:

{\displaystyle d_{1}=V_{k}(\lambda ,1){\bmod {p}}}
- Вторая часть:

{\displaystyle d_{2}=G\cdot M{\bmod {p}}}
3) Дешифровка сообщения:
- Используя закрытый ключ вычисляется G:

{\displaystyle G=V_{x}(d_{1},1){\bmod {p}}}
- Далее, получая обратный элемент к G по модулю p, получаем исходное сообщение:

{\displaystyle M=d_{2}(G^{-1}){\bmod {p}}}